# Alberto IV degli Alberti

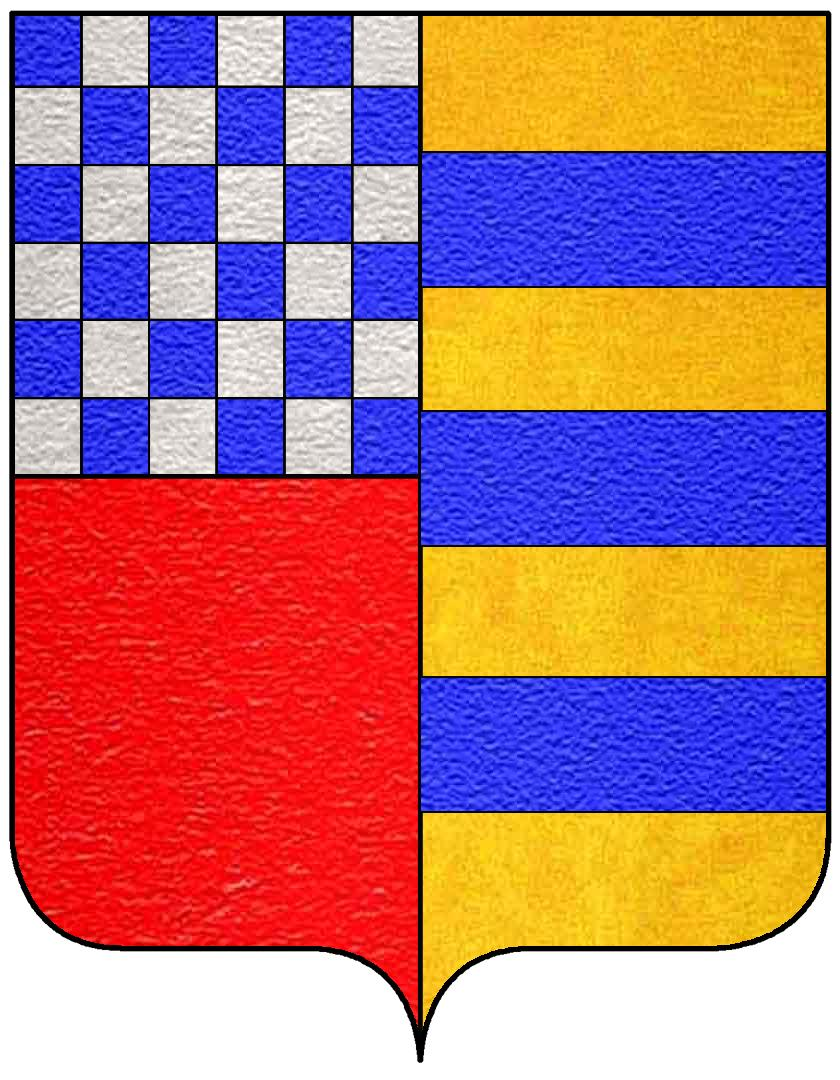
Stemma Alberti

Alberto IV degli Alberti (1143 – 1203) è stato un nobile italiano esponente della famiglia degli Alberti, conti di Prato.

## Biografia
Sposatosi prima con Imilia di Guido, 1168-1184, e poi con Tabernaria, figlia di Bernardo da Fornoli, 1184-1213, ebbe sei figli:
- Guido, 1184-1209
- Maghinardo[1] 1184-1227, sposa Bellafante, † 1209, capostipite del ramo dei Conti di Certaldo
- Rinaldo,[1] 1200-1240, Conti di Monterotondo
- Ugolino da Scarlino, 1209-1227, sposa Sobilia vedova del conte Ugolino della Gherardesca
- Adaleita, sposa Ezzelino II da Romano[1]
- Alberto V degli Alberti,[3] 1203-1250, sposa Gualdrada. È il capostipite del Ramo dei Conti di Mangona.